# Erigorgus ontariensis
Erigorgus ontariensis är en stekelart som beskrevs av Dasch 1984. Erigorgus ontariensis ingår i släktet Erigorgus och familjen brokparasitsteklar. Inga underarter finns listade i Catalogue of Life.